# Бушующее море, вызвавшее наводнение в Дувре
«Бушующее море у Дувра» (англ. Rough Sea at Dover) — немой короткометражный фильм Бирта Акреса. Фильм демонстрирует события, произошедшие в порту города Дувр. Премьера состоялась 23 апреля 1895 года на корабле, идущем в Атлантику, но официально считается, что премьера состоялась 14 января 1896 года в Royal Photographic Society в Лондоне.

## Сюжет
В фильме показан порт Дувра в момент наводнения.

## Награды
Фильм был выпущен на DVD. В данный момент в продаже есть 2 диска, на которых записан фильм. Это диски «Ранний кинотеатр» и «Фильмы Р. У. Пола: 1895—1908».